# Октябрёнок (деревня)
Октябрёнок — деревня в Цвылёвском сельском поселении Тихвинского района Ленинградской области.

## История
Согласно карте Ленинградской области Северо-западного аэрогеодезического треста ГГУ издания 1932 года на месте современной деревни находился безымянный хутор:
| Внешние изображения | Внешние изображения                                                |
| ------------------- | ------------------------------------------------------------------ |
|                     | Безымянный хутор на месте современной деревни Октябрёнок. 1932 год |

По данным 1966, 1973 и 1990 годов деревня Октябрёнок входила в состав Ильинского сельсовета.
В 1997 году в деревне Октябрёнок Ильинской волости не было постоянного населения, в 2002 году — проживали 5 человек (русские — 60%).
В 2007 и 2010 годах в деревне Октябрёнок Цвылёвского СП вновь не было постоянного населения.

## География
Деревня расположена в юго-западной части района к югу от автодороги А114 (Вологда — Новая Ладога).
Расстояние до административного центра поселения — 6 км.
Ближайшая железнодорожная платформа — 179 км. Расстояние до железнодорожной платформы Черенцово — 3,5 км.
Деревня находится на левом берегу реки Сясь.

## Демография
| 1997 | 2002 | 2007 | 2010 | 2017 |
| ---- | ---- | ---- | ---- | ---- |
| 0    | ↗5   | ↘0   | →0   | →0   |

Согласно данным Всероссийской переписи населения 2021 года в деревне постоянного населения не было.

## Улицы
Сосновая.